# Wandelroute E11
De Europese wandelroute E11 loopt van Scheveningen naar Tallinn in Estland. De route heeft een totale lengte van circa 4700 km. De route is in 2021 uitgebreid met de Baltic Forest Trail, die loopt van de grens met Polen door Litouwen, Letland en Estland naar de Estlandse hoofdstad Tallinn. De route is in de Baltische staten gemarkeerd met wit-oranje-witte markeringen als Baltic Forest Hiking. 
Europese wandelroutes worden uitgezet en beheerd door de Europese Wandelvereniging, waarin de Nederlandse wandelorganisaties door de Stichting Wandelnet (voorheen Wandelplatform-LAW) zijn vertegenwoordigd. Behalve de E11 lopen ook de E9 en de E3 van west naar oost door Duitsland en Polen. De E11 loopt voornamelijk door bosgebieden in vlak of zacht glooiend terrein.

## Karakter
Grote delen van de E11 lopen door bossen, ook wanneer het bosgebied een smalle strook vormt binnen een verder onbebost gebied. Dat geldt al voor de eerste 20 kilometer van de route, die door de gordel van stadsparken van Den Haag en de koninklijke landgoederen ("De Horsten") in Wassenaar lopen. Deze parken zetten meteen de toon voor de variatie aan loof- en naaldbossen die men onderweg naar Litouwen tegenkomt. Ook bossen van de Utrechtse Heuvelrug, de Veluwe en Twente worden doorkruist, evenals kleine en grote bosgebieden in het grensgebied van de Duitse deelstaten Nedersaksen (Niedersachsen) en Noordrijn-Westfalen (Nordrhein-Westfalen). Na de Harz breekt een relatief open gedeelte van de route aan, dat wordt afgesloten door de bossen van Berlijn. Ook in Polen loopt de route overwegend door bosgebieden.
Dit neemt niet weg dat de wandelaar ook andere, voor de Noord-Europese Laagvlakte karakteristieke, landschappen tegenkomt, waaronder vennen, plassen en meren in het westen van Nederland, bij Berlijn en verspreid over Polen. Soms voert de tocht langs een rivier, bijvoorbeeld tussen Dessau en Coswig, nabij Berlijn, voor Frankfurt (Oder) en in de buurt van Poznań, Toruń en Olsztyn. In waterrijke gebieden, maar ook in de voormalige DDR en in de omgeving van Poznań, loopt de route door uitgestrekte weidegebieden en andere cultuurlandschappen. Oude binnensteden, zoals Leiden, Amersfoort, Deventer, Goslar, Bad Harzburg, Potsdam, Frankfurt (Oder), Gniezno en Toruń worden niet geschuwd en de route loopt zelfs dwars door Den Haag, Osnabrück, Berlijn, Poznań en Olsztyn.
De route komt nergens echt hoog. Met 514 meter in de Harz wordt het dak van de route bereikt. De Harz heeft weliswaar toppen tot boven 1000 meter, maar de E11 loopt langs de flanken en niet boven over. Dit neemt niet weg dat dit hier tot spannende landschappen kan leiden, zoals het Bodedal nabij de Hexentanzplatz. Ten oosten van de Harz is de Petersberg de laatste als zodanig herkenbare berg. Daarna is het landschap overwegend zacht glooiend.

## Geologie

De Pools-Duitse Laagvlakte

Geologisch gezien is de Pools-Duitse Laagvlakte een deel van de Europese Vlakte. Kenmerkend voor dat hele gebied is dat de toplaag uit los sediment bestaat dat is neergeslagen door de herhaalde afwisseling van ijstijden en warmere perioden. De gesteenten eronder zijn deels van belang voor de mijnbouw, omdat er keukenzout, aardgas en aardolie in voorkomen. In de laatste ijstijd ontstond variatie in het landschap, doordat het gebied slechts gedeeltelijk onder het ijs lag. Daar waar het ijs pas laat smolt, ontstonden lage heuvels van morenen die nog steeds zichtbaar zijn. Waar geen ijs lag, vormde smeltwater grote vlakten, waarvan de laagste delen zich nog steeds door veen en moeras kenmerken. De hoogste punten in het landschap zijn ontstaan door eindmorenen, bijvoorbeeld de Fläming (200 m NAP) en de Lüneburger Heide (169 m NAP). Uitgebreide moerassen zijn onder andere langs de Duits-Nederlandse grens ontstaan in warmere perioden met veel regen.

## Geschiedenis

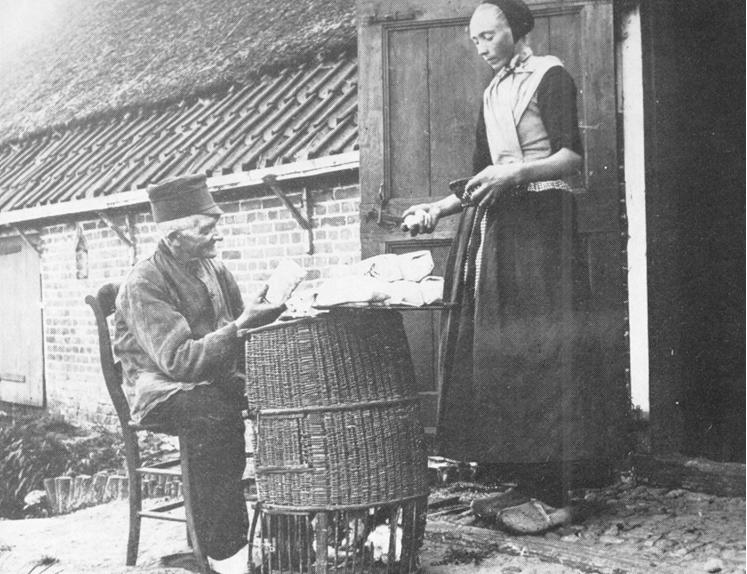
Een kiepkerl verkoopt zijn waar aan een Nederlandse vrouw.

In zekere zin is de E11 verreweg de oudste Europese lange-afstandsroute. Reeds duizenden jaren geleden liepen of reden (te paard) handelaren, avonturiers, soldaten en vluchtelingen over de stuwwallen die de voorlaatste IJstijd dwars door het huidige Duitsland en Polen had gevormd. Ze vormden door hun relatieve hoogte een beter alternatief om vooruit te komen, dan de lage en drassige gebieden aan weerszijden van de heuvelruggen, die doorsneden werden en worden door naar het Noorden of Zuiden weglopende rivieren. Toen na de Middeleeuwen de Europese handel sterk begon toe te nemen, werd het een drukte van belang op de langgerekte zandruggen en werden de eerste verkeersmaatregelen getroffen. Voor de brede en zware karren van de kooplui uit Hessen werd een speciaal wegennetwerk aangelegd (c.q. aangewezen), de Hessenwegen. Intussen liepen marskramers, tödden, hannekemaaiers, Hollandgangers, kiepkeerls en anderen op zoek naar wat gewin tussen Duitsland en Nederland heen en weer. Hieruit zijn grote Nederlandse winkelbedrijven als Vroom & Dreesmann, C & A en Peek & Cloppenburg voortgekomen.
Het ontstaan van de E11 als sportief-toeristische wandelroute heeft alles te maken met het Wiehengebirge. In 1974 kwam samenwerking tot stand tussen het Wiehengebirgsverband in Osnabrück en de "Wiehengebergte Wandelaars 1970", een vriendenkring van individuele wandelaars op de Veluwe en in Overijssel. Zij maakten een aansluiting op de Töddenweg via Oldenzaal naar Deventer en doopten die Hanzeweg (niet te verwarren met het veel later ontstane Hanzestedenpad). In 1975 verzorgden zij een verlenging naar Amersfoort onder de naam Hessenweg. Pas in 1980 kwam een volgende verlenging tot stand, namelijk de Marskramerweg naar Haarlem. In hetzelfde jaar nam de Nederlandse Wandelsport Bond (NWB) de verantwoordelijkheid voor de drie paden over.
De internationale wandelroute die als onmiddellijke voorloper van de huidige E11 kan worden gezien, is de Fernwanderweg Harz - Niederlande. Deze ongeveer 700 kilometer lange route kwam eveneens in 1980 op initiatief van de partnersteden Haarlem en Osnabrück en onder auspiciën van wandelorganisaties in beide landen tot stand.
De val van de Berlijnse Muur en het IJzeren Gordijn in 1989 en de vereniging van West- en Oost-Duitsland in 1990 riep de behoefte op om de E11 door te trekken in oostelijke richting. In Duitsland ging het daarbij op de eerste plaats om integratie van de nieuwe deelstaten in de al bestaande Bondsrepubliek. Op Europees niveau leidde de wens tot grensoverschrijdende integratie tot dagdromerij over verlenging van de route naar Moskou. In elk geval werd de Fernwanderweg Harz - Niederlande in de jaren 90 van de vorige eeuw opgewaardeerd tot Europese Wandelroute. De Poolse toeristenorganisatie PTTK stippelde een tracé dwars door Polen naar Litouwen uit, waarbij in hoofdzaak gebruik werd gemaakt van delen van reeds bestaande lokale en regionale wandelroutes.
Nu de route was uitgegroeid tot een tocht van meer dan 2000 kilometer, bracht de NWB het Nederlandse gedeelte in in het netwerk van het Wandelplatform-LAW. Omdat het niet meer mogelijk bleek in het sterk verstedelijkte gebied tussen Haarlem en Uithoorn een aantrekkelijke route te vinden, werd het beginpunt verlegd naar Den Haag, later Scheveningen. De drie routes kregen samen de code LAW-3 en, vanaf 1997, de naam Marskramerpad. Verschenen aanvankelijk nog afzonderlijke gidsjes voor de verschillende deelroutes, in februari 2011 werd het gehele pad in een enkel boekje beschreven.
Ook op regionaal grensoverschrijdend niveau werd de E11 gezien als een middel om de Europese integratie te bevorderen. In 2001 publiceerden de EUREGIO, het Wandelplatform-LAW en het Wiehengebirgsverband Weser-Ems e.V. de tweetalige gids "Handelsweg". Daarin werd de E11 beschreven voor zover hij loopt over het grondgebied van de Euregio, namelijk van Osnabrück naar Deventer.

## Nederland (355 km)
In Nederland loopt de E11 uitsluitend langs *LAW 3 Marskramerpad van Scheveningen via Amersfoort, Deventer en de grensplaats Oldenzaal naar Bad Bentheim in Duitsland. Vanaf Deventer maakt de Handelsweg (Deventer - Osnabrück) deel uit van de E11, tot Bad Bentheim in beginsel met hetzelfde verloop als het Marskramerpad, maar kleine verschillen zijn mogelijk.

### Marskramerpad
Waarschijnlijk worden in geen enkel ander Europees land wandelroutes zo vaak en zo ingrijpend gewijzigd als in Nederland. Dat heeft wellicht te maken met de bevolkingsdichtheid, de planmatige aanpak van de ruimtelijke ordening, of misschien wel de wijze waarop het wandelen in Nederland is georganiseerd. Hoe dan ook, ten opzichte van de gids uitgave 2016 van het Marskramerpad meldt de website 53 wijzigingen (stand januari 2021), waarvan er een (tussen Achterveld en Terschuur) 8 kilometer aan de route toevoegt. Wie het Nederlandse deel van de E11 wil gaan lopen, doet er dus verstandig aan die website te raadplegen alvorens op pad te gaan.
Vanaf het beginpunt in Scheveningen loopt het wit-rood gemarkeerde Marskramerpad door een aantal Haagse en Wassenaarse parken en landgoederen, doorkruist het forensendorp Voorschoten en maakt een stadswandeling door het oude centrum van Leiden. Dan gaat het via Leiderdorp en Zoeterwoude-Rijndijk de polders van het Groene Hart van Holland in, waarbij (bijvoorbeeld bij Hoogmade, Woubrugge en Rijnsaterwoude vaak de rietkragen in de boezemwateren, of de laatst overgebleven meren (onder andere bij Nieuwveen, Zevenhoven, Noorden worden opgezocht. Vooral op de grens met de provincie Utrecht kan het voorkomen dat men zich aan alle kanten door water omringd ziet en over een smalle strook land loopt.
In Breukelen steekt men niet alleen het Amsterdam-Rijnkanaal over, maar ook de Utrechtse Vecht met landgoederen en patriciërshuizen uit de zeventiende en achttiende eeuw. Dan volgen opnieuw veengebieden, totdat bij Maartensdijk hoger land bereikt wordt: de Utrechtse Heuvelrug. Hier zoekt de E11 de bossen rond Soest op om via de Amersfoortse Berg de stad Amersfoort te bereiken. Ook hier een wandeling door het oude centrum.
Na Amersfoort volgt de Gelderse Vallei waar de E11 gedeeltes bos aandoet, zoals bij Leusden, Stoutenburg, Stoutenburg Noord, Achterveld en Terschuur, om dan in de buurtschap Appel van de gemeente Nijkerk het bosgebied van de Veluwe in te slaan. Stroe, Kootwijk, Hoenderloo en Beekbergen liggen als kleine oasen in dit woud. Na Beekbergen begint het open landschap van de IJsselvallei, maar ook hier weet de E11 percelen bos te vinden, bijvoorbeeld bij Klarenbeek en Wilp.

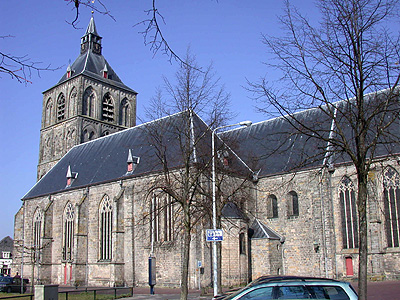
De Sint-Plechelmusbasiliek in Oldenzaal

Aan de overzijde van de IJssel ligt de historische binnenstad van Deventer, die met een pontje wordt bereikt. Na het centrum volgt een tocht door buitenwijken totdat het afwisselende landschap van Salland wordt bereikt. De Holterberg rijst er als een aaneengesloten bosgebied uit op en is tevens de grens met Twente. Via de Regge, nabij Rijssen en het landgoed Twickel bij Delden wordt de oude Twentse hoofdstad Oldenzaal bereikt, vroeger het eindpunt (eigenlijk beginpunt) van het Marskramerpad. Nu wordt ook het gedeelte E11 naar de Duitse grens en Bad Bentheim tot het Marskramerpad gerekend. Door die laatste 13 Duitse kilometers is het Marskramerpad net iets langer dan het Nederlandse gedeelte van de E11: 368 km.

### Handelsweg
Onder de naam "Handelsweg" worden twee opvolgende gedeelten van de E11 commercieel geëxploiteerd, die samen precies het grondgebied van de EUREGIO betreffen, van Deventer tot Osnabrück. Van Deventer tot Oldenzaal is de Handelsweg gelijk aan een oudere versie van het Marskramerpad; van Oldenzaal tot Bad Bentheim aan het voormalige verloop van de Töddenweg aldaar, en van Bad Bentheim tot Osnabrück aan het nog steeds geldende tracee van de Töddenweg (zie hieronder). De totale lengte is 229 km. De gids is later vervangen door een set van drie kaarten.

## Duitsland (996 km)
Het Duitse deel van de E11 omvat enkele regionale wandelroutes, een laatste rest van de oude Fernwanderweg Harz — Niederlande alsmede een na de val van de Berlijnse Muur en het IJzeren Gordijn nieuw ontworpen verlenging via Berlijn naar Frankfurt aan de Oder. De markering is niet overal hetzelfde en regionale aanduidingen hebben de overhand. Maar af en toe wordt men eraan herinnerd dat men de E11 loopt. De route geeft een beeld van het Noord-Duitse landschap en de lage heuvelruggen (stuwwallen) daarin, zij het zonder de eigenaardigheden van de kuststreken.
Met uitzondering van de Töddenweg (Handelsweg), is men voor een routebeschrijving van de E11 in Duitsland op Duitse teksten aangewezen.

### Töddenweg en Wittekindsweg (218 km)

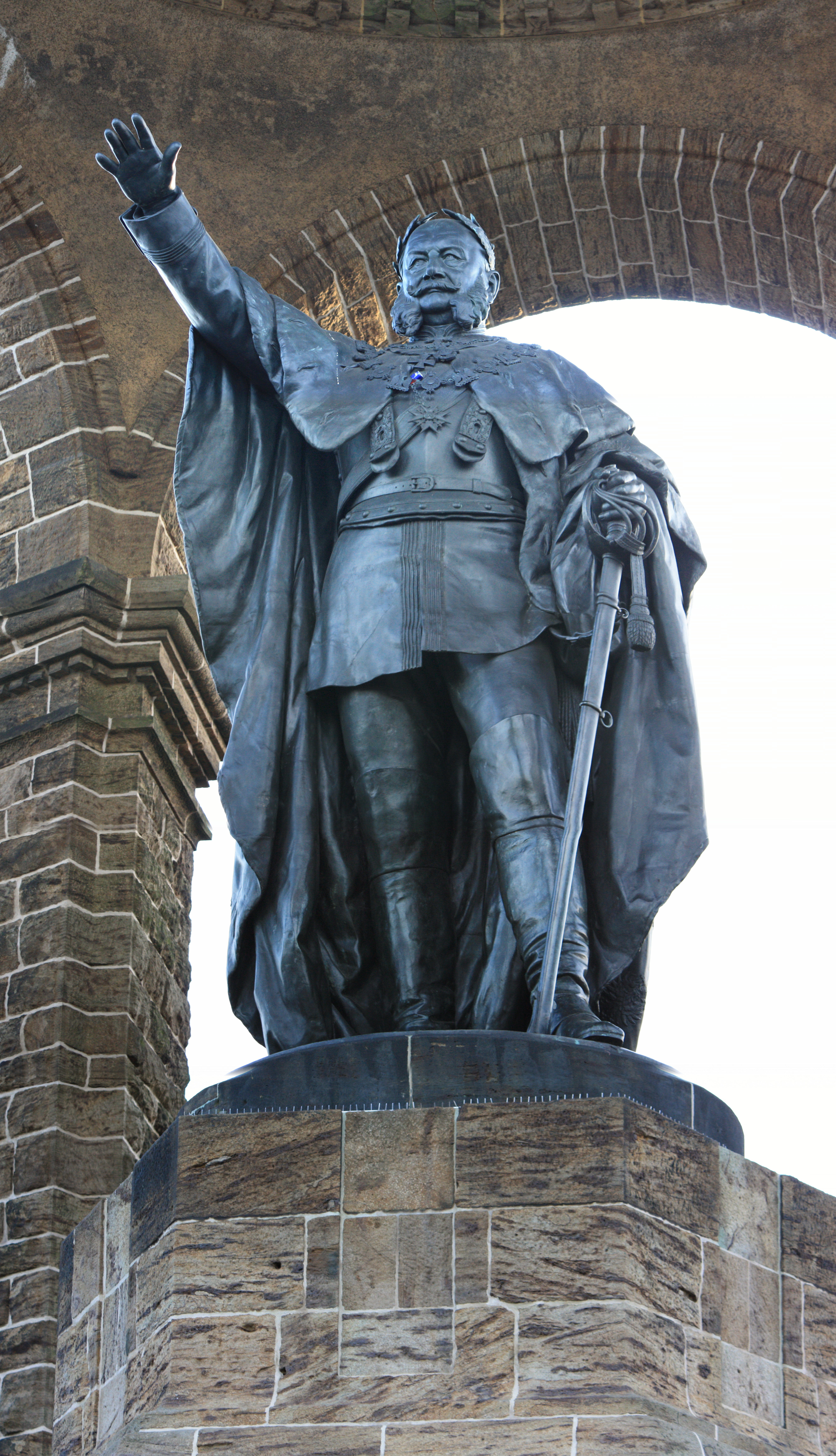
het Kaiser-Wilhelm-Denkmal torent boven Porta Westfalica uit

De eerste 13 kilometer op Duits grensgebied behoren tot het Marskramerpad, maar waren vroeger onderdeel van de Töddenweg. Deze begint nu in Bad Bentheim en loopt via Schüttorf, Rheine, Dreierwalde, Ostenwalde, Hopsten, Recke, Mettingen en Westerkappeln naar Osnabrück. In zijn huidige vorm, dus van Bad Bentheim tot het centraal station van Osnabrück, is de Töddenweg 110 km lang. Hij wordt gemarkeerd met een witte hoofdletter T op een zwart vierkant.
De Wittekindsweg vormt het vervolg en loopt over het Wiehengebergte, van Osnabrück via Rulle, Mühlenort bij Engter, Vehrte, Ostercappeln, Wehrendorf, Barkhausen, Oberbauerschaft en Bergkirchen naar Porta Westfalica. Vlak voor de afdaling naar het eindpunt passeert men het monumentale bouwwerk ter ere van Keizer Wilhelm I. De weg is ruim 95 km lang en dankt zijn naam aan Widukind ofwel Wittekind, de eerste hertog van Saksen en legeraanvoerder in de tijd van Karel de Grote. De route is van Osnabrück tot het gehucht Mühlenort onder Engter gemarkeerd met het in West-Duitsland gebruikelijke witte kruis op een zwarte achtergrond, daarna met de in Nederland en België gangbare wit-rode streepjes. De Wittekindsweg is van Osnabrück tot de Wittekindsberg (ten Zuiden van Minden) ingetekend op kaart 750 van Kompass.
Zowel de Töddenweg als de Wittekindsweg zijn in beheer bij het Wiehengebirgsverband Weser-Ems.

### Oostelijk Nedersaksen en Harz (186 km)

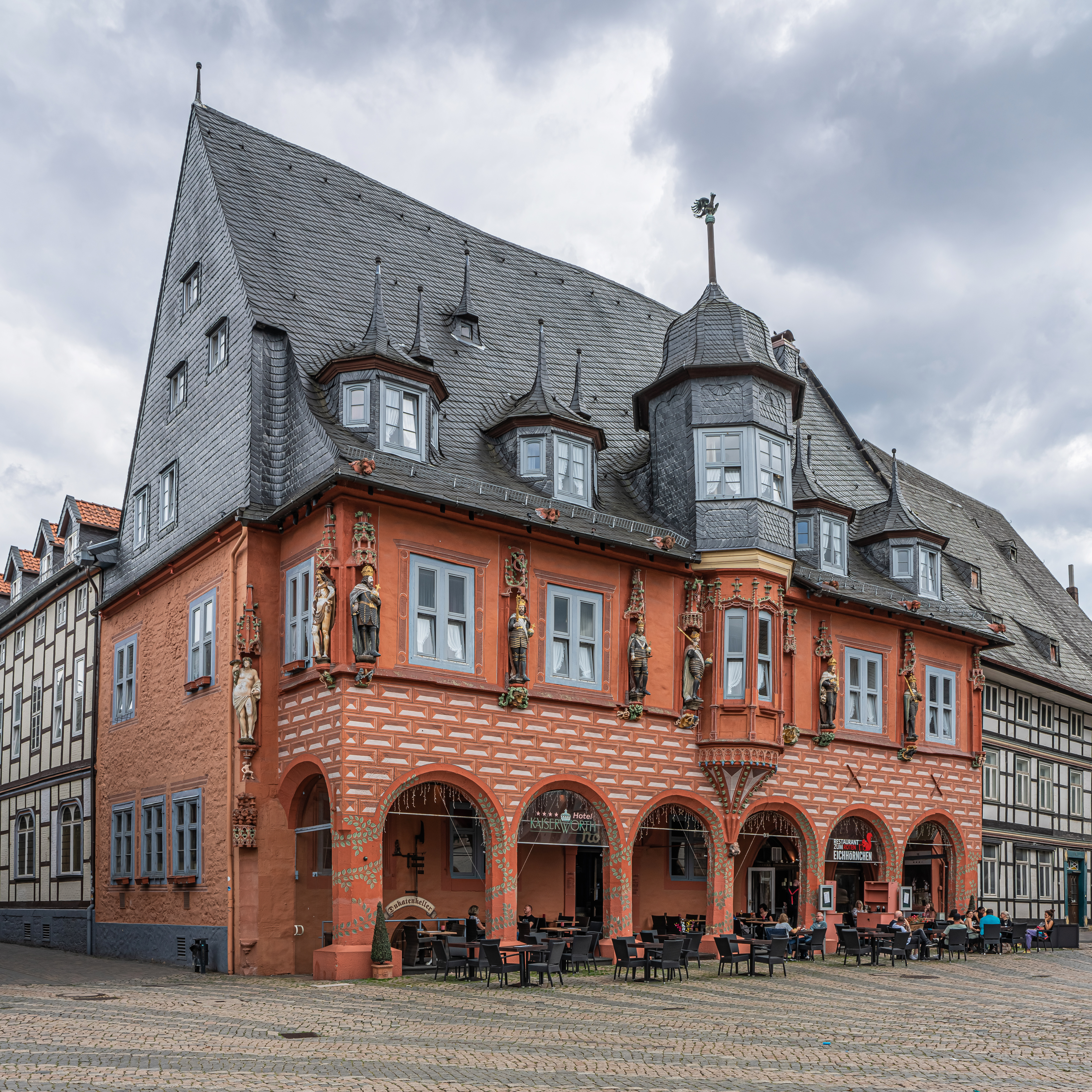
Hotel Kaiserworth, een der oudste gebouwen van Goslar

Liep de E11 tot nu toe in het grensgebied van de deelstaten Nedersaksen en Noordrijn-Westfalen, na Porta Westfalica blijft hij lange tijd definitief in Nedersaksen. Eerst volgt een derde regionale wandelroute, de Wesergebirgsweg over een lengte van 50 km over de kam van het Wesergebergte, soms langs rotspartijen en tot een hoogte van 440 meter op de Hohe Egge, een top van het Süntelgebergte. Na het stadje Hamelen (kruising met de Europese wandelroute E1) komt de E11 in het open laagland langs de rivieren Wezer en Hamel, totdat even voor Coppenbrügge de volgende stuwwal, de Ith wordt bereikt, die ook over de volle lengte over de kam wordt gevolgd. Langs Eschershausen gaat het met een bocht naar Alfeld (Leine) en over de Helleberg naar Bad Gandersheim. In Seesen wordt de Harz bereikt. De route volgt de flanken en komt door historische steden als Goslar en Bad Harzburg. Bij Goslar wordt de Europese wandelroute E6 gekruist. Even ten zuiden van het dorpje Eckertal bereikt de E11 de voormalige Duits-Duitse grens op het riviertje de Ecker (340 km).

### Harz en Saksen-Anhalt (244 km)
In de jaren 1990 heeft de Harzklub zich ingespannen om de E11 naar het oosten te verlengen. Daaruit is een nieuwe route door de deelstaat Saksen-Anhalt voortgevloeid. Alleen in de Harz kon gebruikgemaakt worden van reeds bestaande lokale wandelwegen. Via Ilsenburg, Wernigerode, Thale en Gernrode gaat het verder over de flanken van het gebergte, totdat bij Ballenstedt eindelijk een doorsteek door het massief begint. Via Pansfelde en Wippra wordt de zuidkant van de Harz bereikt en weldra ook Lutherstadt Eisleben, de geboortestad van Maarten Luther. Tot hier kan men gebruikmaken van kaart 450 van Kompass, dan wel kaart 452 (Bad Harzburg - Thale) en 453 (Thale - Lutherstadt Eisleben).
Rond Eisleben is het definitief gedaan met bossen en bergen; hier domineren mijnbouw en landbouw tot de E11 bij Höhnstedt het Natuurpark Benedendal van de Saale in gaat. Via Schochwitz en Dölau komt men in Halle.
Afgezien van de klim op de heuvel Petersberg loopt de E11 na Halle opnieuw door open en vlak land, voormalig Pruisisch grootgrondbezit dat in de DDR in gebruik was bij grote agrarische bedrijven. Vaak was een heel dorp in dienst bij een enkel bedrijf.

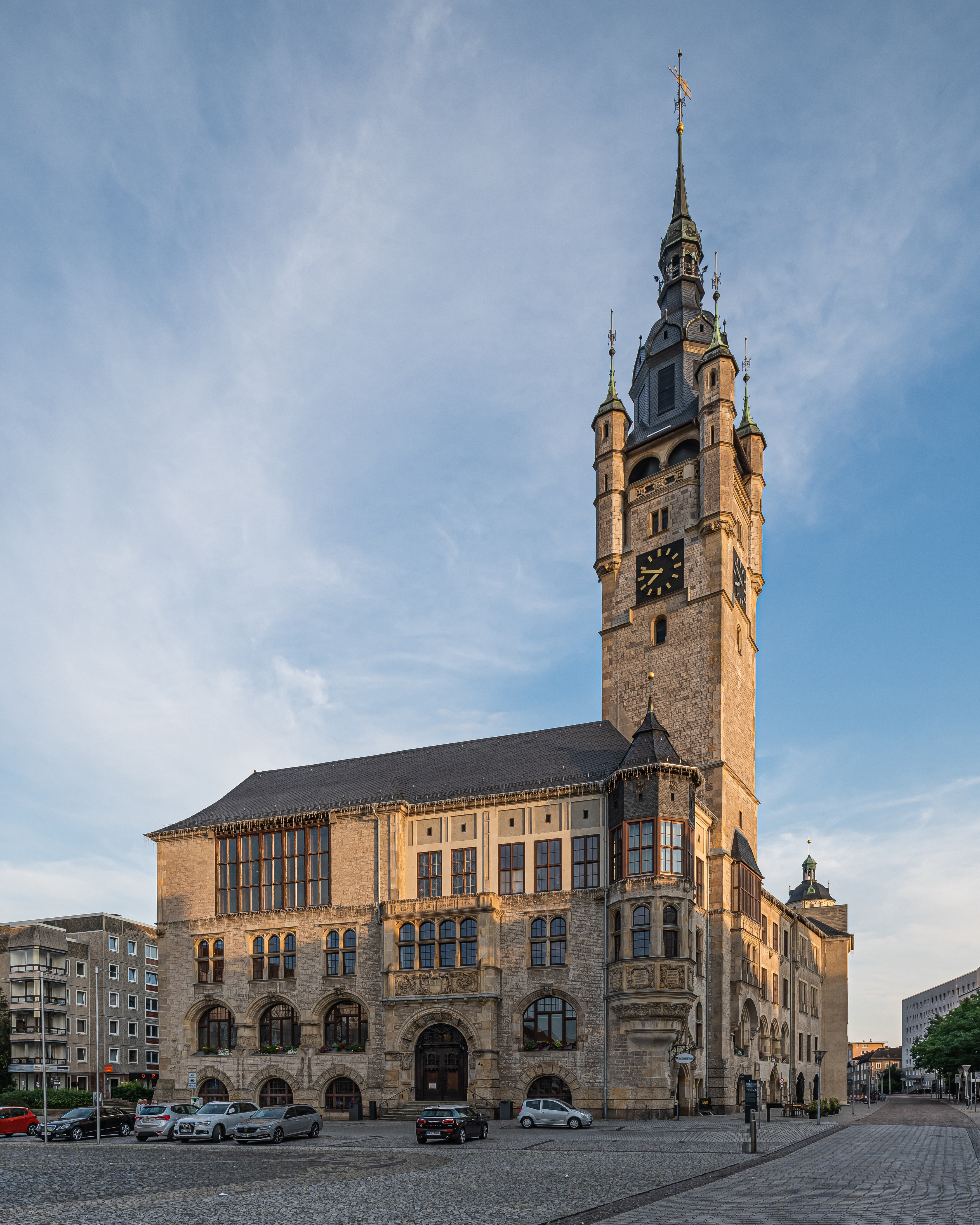
Het middeleeuwse raadhuis van de stad Dessau

Via Görzig en Quellendorf gaat het naar de Mosigkauer Heide, die de toegangspoort vormt tot de stad Dessau, bij liefhebbers van architectuur en kunst bekend als de stad waar de kunsthogeschool Bauhaus tijdens haar grootste bloei zetelde. De route is te vinden op Kompass-kaart 458. Na Dessau en de voorstad Naundorf volgt een wandeling door het Biosfeerreservaat Midden-Elbe, via Vockerode en Wörlitz naar Coswig. Bij Coswig maakt dit plaats voor bosgebied. Tussen Senst en Groß Marzehns wordt de grens met de deelstaat Brandenburg bereikt. Dit deel van de route kan gevonden worden met kaart 456 of 747 van Kompass.

### Brandenburg en Berlijn (348 km)

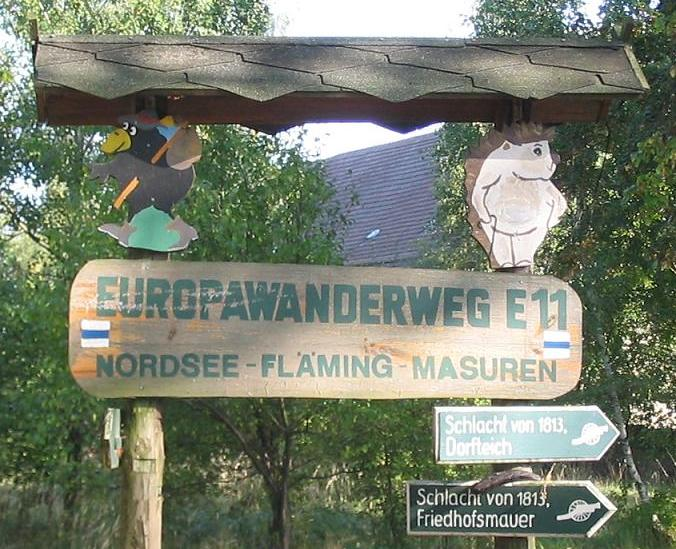
Wegwijzer E11 op de Hagelberg, het hoogste punt in de Fläming.

De E11 doorkruist de deelstaten Brandenburg en Berlijn slingerend in West-Oost-richting. De route wordt in het Duits beschreven in Europäische Fernwanderwegen E 11 in Brandenburg en Berlijn, lopend van Coswig via Potsdam en Berlijn naar Frankfurt an der Oder.
De markering in het terrein is vrijwel steeds de in Midden-Europa gebruikelijke horizontale streep op een wit vierkant, maar de kleur varieert: tot Luisium blauw, daarna rood tot Wörlitz, dan weer blauw tot Klein Glienicke, dan in voormalig West-Berlijn een gele X. Waar de E11 bij Friedrichshafen weer op voormalig DDR-gebied komt, neemt gele Midden-Europese markering het over, gevolgd door rode van het Erpetal tot Neuhardenberg en ten slotte weer blauwe tot in Frankfurt (Oder).
Tot Belzig overheerst het kale, door Pruisische en later communistische grootschalige landbouw getekende landschap. Na het pittoreske Belzig trekt de route dwars door de voormalige jachtbossen van de Pruisische adel. Een kleine 20 kilometer voor Potsdam bereikt men het eerste van een reeks meren die de route flankeren tot ver in Berlijn. Voor Potsdam zijn de oevers in bezit genomen door tal van vakantieoorden uit de tijd van de DDR; sommige bieden nog een onderkomen aan de passerende wandelaar. Dit deel van de E11 staat op de kaarten 747 en 745 van Kompass. Bij het centraal station van Potsdam kruisen E11 en E10 elkaar.

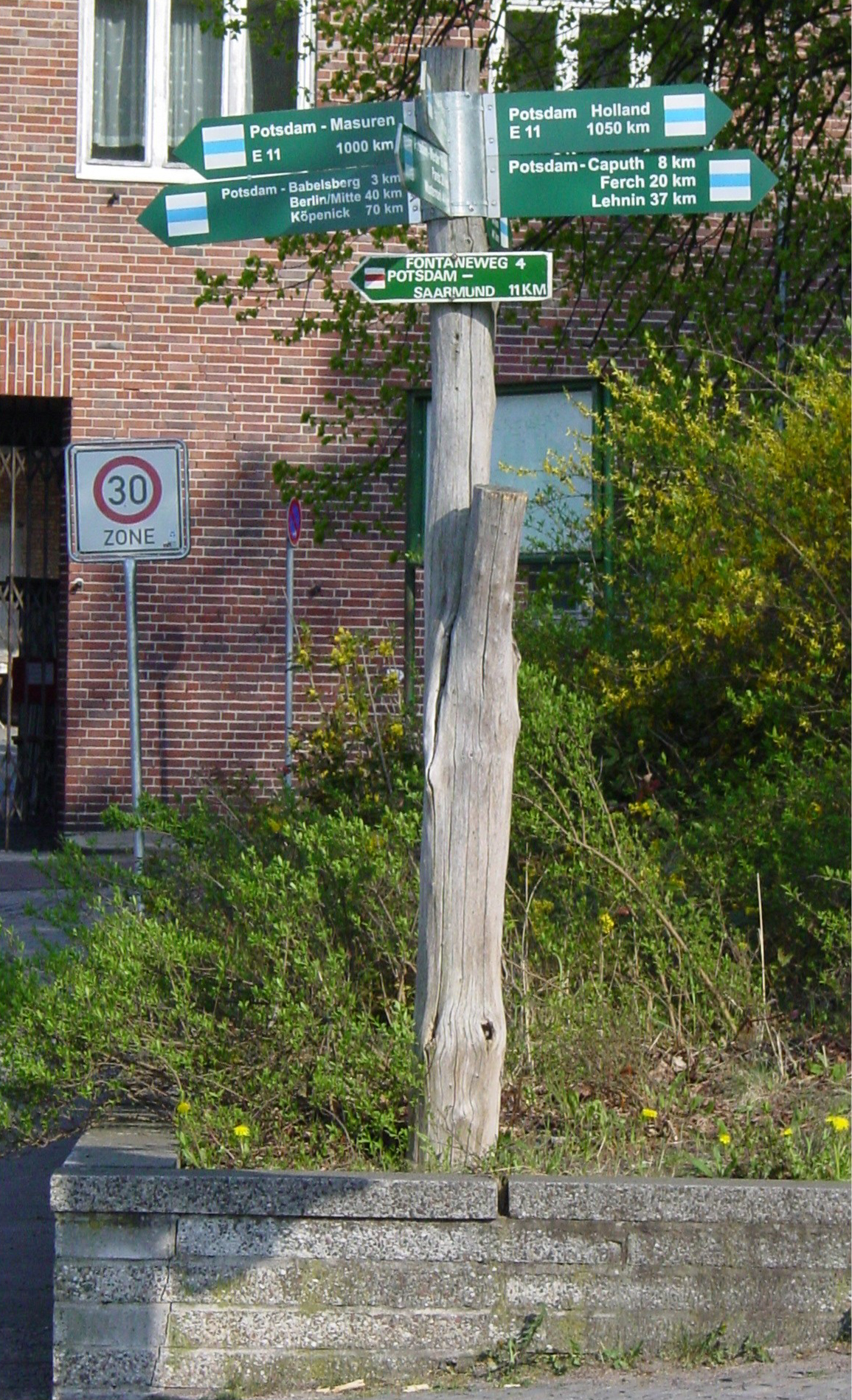
Halverwege, in Potsdam, kruist de E11 de E10

Na Potsdam volgt een wandeling door Berlijn. Op de grens van Potsdam en Berlijn doet de route een stukje geschiedenis aan: het grillige verloop van de grens tussen "Oost" (Potsdam) en "West" (Berlijn) en de ligging van drie piepkleine West-Berlijnse enclaves binnen het grondgebied van Potsdam leidden er hier toe dat beide kampen een groot aantal spionnen stationeerde in Klein Glienicke aan de Wannsee. Ook werden enkele succesvol gebruikte vluchttunnels gegraven. Nu is het vooral een overgang van de ambtenarenstad Potsdam (hoofdstad van de deelstaat Brandenburg) naar het recreatiegebied van West-Berlijn. Dwars door de bossen wordt het Olympisch Stadion bereikt, dat als toegangspoort tot de bebouwing van Berlijn dient. De route door Berlijn volgt voor een belangrijk deel de loop van de Spree.
Aan het eind van het Plänterwald verzorgt een pontje de oversteek naar een uitgestrekt gebied met volkstuintjes. Via Köpenick en Friedrichshagen verlaat de E11 het Berlijnse stadsgebied. Dan volgt de wandeling langs de Erpe of Neuenhagener Mühlenfließ. Verder gaat het via Neuenhagen en de Märkische Schweiz naar Gusow bij Seelow. Daarna gaat de route naar de Oderbruch. Hier bieden twee varianten de voortzetting naar Frankfurt (Oder). De westelijke variant loopt door de bossen van de Lebuser Heuvelrug naar Jacobsdorf; de oostelijke variant volgt vanaf Reitwein de rivier de Oder.

## Polen (1209 km)
In Polen loopt de E11 verder in oostelijke, later noordoostelijke richting, via Międzychód, Poznań, Toruń en Olsztyn naar Ogrodniki aan de Litouwse grens, niet ver van het drielandenpunt met Wit-Rusland.

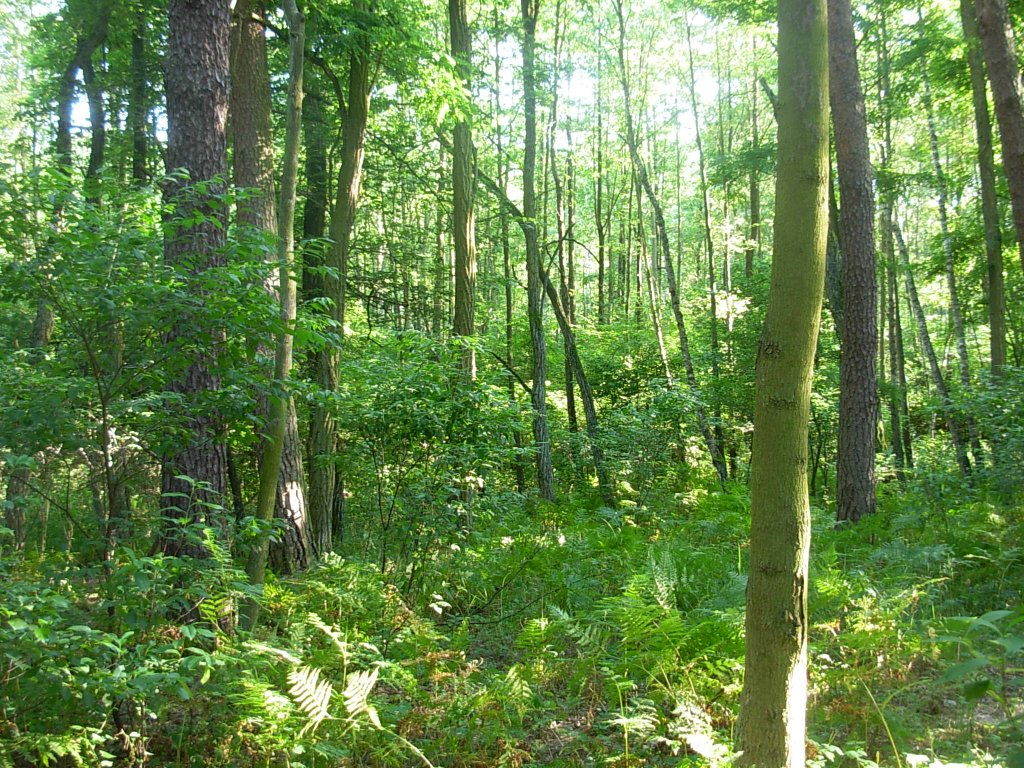
Pools bos

Polen is een bosrijk land; 30 % van het oppervlak is bos. De route loopt dan ook meestal door bossen, die echter uiteenlopen van schamel productiebos voor de mijnen tot verwilderd loofbos met een grote variëteit aan flora en (avi)fauna (70 % van de Poolse bossen bestaan uit naaldbomen). Bovendien leggen de meren en vennen langs de route eigen accenten in het landschap. Enkele historische steden worden aangedaan of op korte afstand gepasseerd, zoals Międzyrzecz, Poznań, Gniezno, Toruń en Olsztyn. De wandelaar moet rekening houden met dagetappes van 25 tot 35 kilometer.
In Polen zijn geen nationale of regionale wandelroutes in de E11 opgenomen. De E11 springt steeds van de ene op de andere lokale of regionale wandelroute om deze na een betrekkelijk korte afstand weer te verlaten. Daardoor wisselt de markering in het veld herhaaldelijk van kleur (wel wordt steeds het Midden-Europese Markeringssysteem gevolgd; een gekleurde horizontale balk op een wit vierkant veld). De markering is steeds die van de route die men ter plaatse volgt; de E11 wordt bijna nergens als zodanig aangeduid, al begint dat afhankelijk van de regio wel te verbeteren. Op diverse stukken loopt de E11 vaak samen met de Jacobsweg, die met gele schelpen op blauwe achtergrond is gemarkeerd.
Het precieze verloop van de E11 in Polen is goed te vinden op de website Waymarkedtrails, dat zich baseert op het open-accessplatform OpenStreetMap.

### Oderbrug - Międzyrzecz (141 km)
Kaarten: N-33-125/126 en N-33-127/128. Aanduidingen als "geel" en "groen" geven de markering in het veld aan. Op kaart N-33-125/126 Op de is de E11 niet aangegeven; op kaart N-33-127/128 is de E11 vanaf Trebów aangegeven.

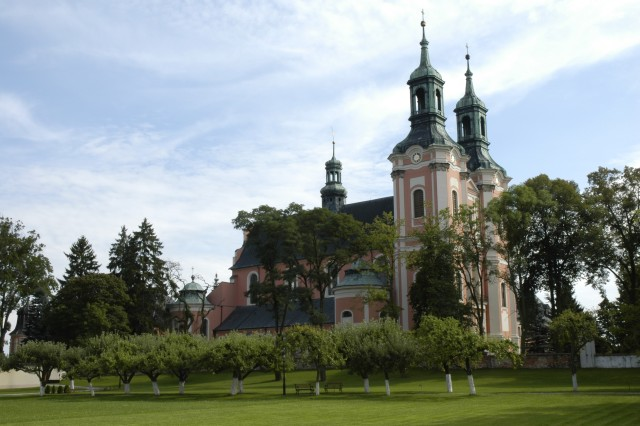
het klooster Paradyz in Goscikowo

Vanaf de Oderbrug begint direct de gele markering. De route loopt over de Oderdijk van Słubice totdat na ruim 2 KM een smalle strook bos wordt bereikt. Hier gaat het linksaf naar het kleine dorpje Drzecin. De gele markering is soms overvloedig, soms minimaal en ontbreekt ook vaak. Van Kursko tot Bodowice maakt de E11 een grote lus rondom de stad Międzyrzecz die busverbindingen heeft met diverse dorpen op de route. Op deze lus liggen Kęszyca Leśna met een voormalig kazernecomplex van de Duitse Wehrmacht (waar men kan logeren in de villa van de officieren), Kęszyca waar een voormalig Duits kazemattensysteem uit de jaren 1920 bezocht kan worden (is nu afgesloten, natuurreservaat voor vleermuizen), en Gościkowo Paradyż, waar het gelijknamige klooster in renaissancestijl wandelaars gastvrij opneemt, mits zij zich voegen naar het kloosterleven. Hier begint ook de groene markering die naar Bobowicko en verder voert.

### Międzyrzecz - Poznań-Kiekrz (133 km)
Kaarten: N-33-127/128, N-33-129/130 en N-33-117/118. Op deze kaarten staat de E11 niet vermeld, maar de routes waarlangs hij loopt, zijn in de regel wel in kleur weergegeven.
Na het dubbelstadje Międzychód-Bielsko loopt de route lange tijd door voormalig grensgebied: in 1919 lagen hier de Duitse en Poolse fronten; op tableaus is de geschiedenis (in het Pools) weergegeven. Sieraków is beroemd vanwege de paardenraces. Er volgt een gedeelte door de bossen en moerassen tot het station Mokrz. Na Słopanowo maakt het bos plaats voor open landschap. In het dorp Kiekrz wordt de stad Poznań bereikt. Er volgt een mooi deel door een parkachtig gebied met een openlucht zwembad.De markering gaat door tot het oude centrum van Poznan.

### Door Poznań (33 km)

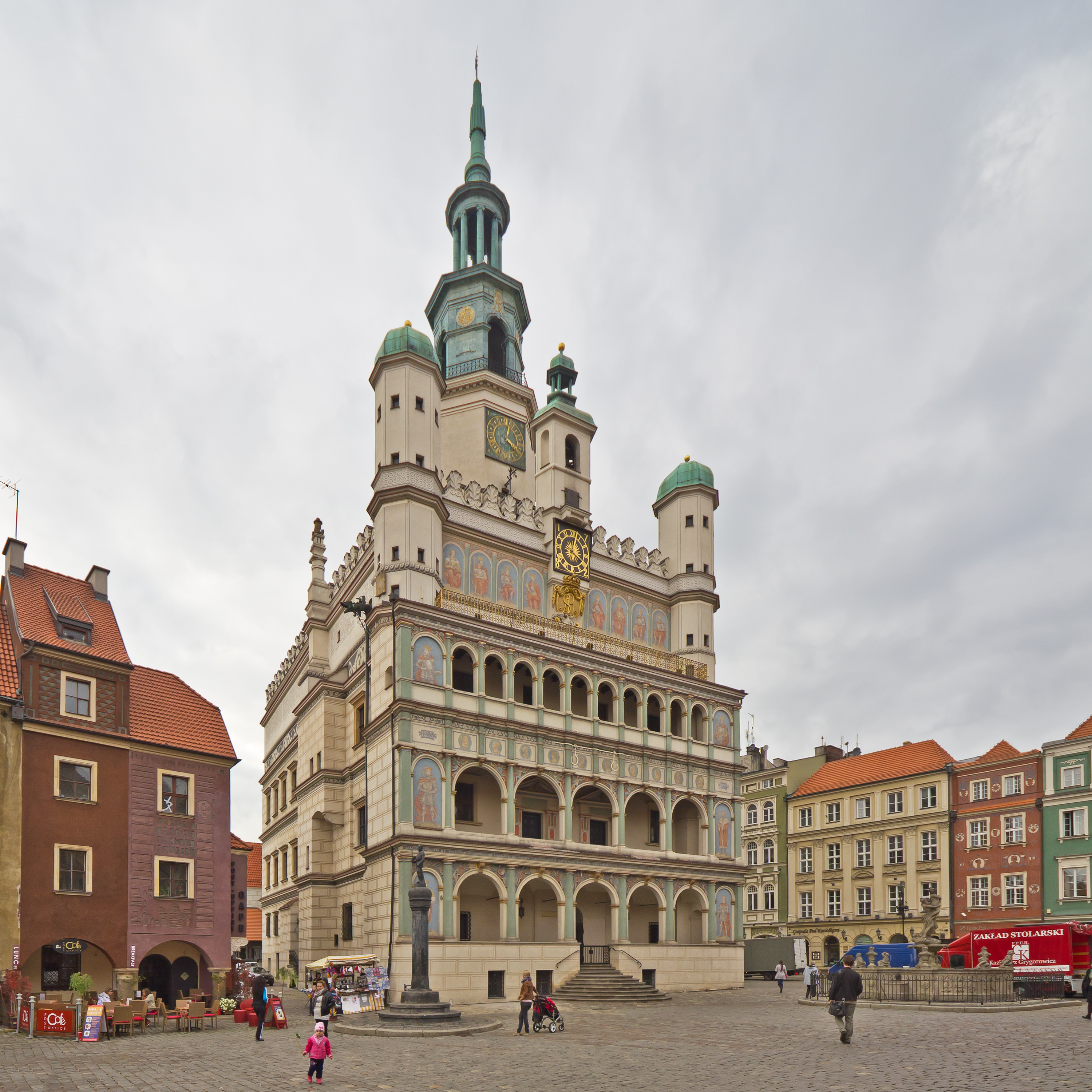
Het raadhuis van Poznań.

Kaarten: stadsplattegrond van Poznań.
Tussen Sołacz en Rondo Środka is geen specifieke route voor de E11 aangegeven, maar het ligt voor de hand via de tramhalte Nad Wierzbakiem naar het Rynek Jeżycki te lopen. Daar begint de "Route van Koningen en Keizers", die in rechte lijn langs bijna alle bezienswaardigheden van Poznań voert en eindigt bij het middeleeuwse kerkje van Sint-Johannes van Jeruzalem.Na de Rondo Srodka is de route (2018) gemarkeerd.

### Poznań-Zieliniec - Gniezno (55 km)
Kaart: N-33-131/132. De E11 is niet op de kaart aangegeven en niet altijd goed gemarkeerd. Bij Gruszcyn volgt de route het meer aan de zuidzijde en steekt dan het meer via een brug over. Langs Kobylnica wordt Biskupice bereikt. De route gaat dan het bos in en komt uiteindelijk uit op een asfaltweg die leidt naar Pobiedziska, waar de E11 richting spoorlijn gaat. Een kilometer verderop steekt de E11 de spoorbaan en de gevaarlijke weg 5 over naar het noorden.(op sommige kaarten is de E11 ingetekend langs deze weg. Die keus is levensgevaarlijk) Via Glówna (de links afslaande fietsroute 12 negeren; rechtuit de niet genummerde fietsroute volgen) gaat het naar Węglewo. Vanaf hier kan weer de rode markering gevolgd worden via Moraczewo richting Lednogora en het meer.Vlak voor het meer gaat het rechtsaf naar de weg 5. Volg die over het fietspad, steek over en later evenwijdig met de rails doorlopen tot het station van Fałkowo. De route steekt Fałkowo nu in de volle lengte door. Bij Baranowo is een beroemd ooievaarsnest.Volg de rode markering eenvoudig tot Gniezno.

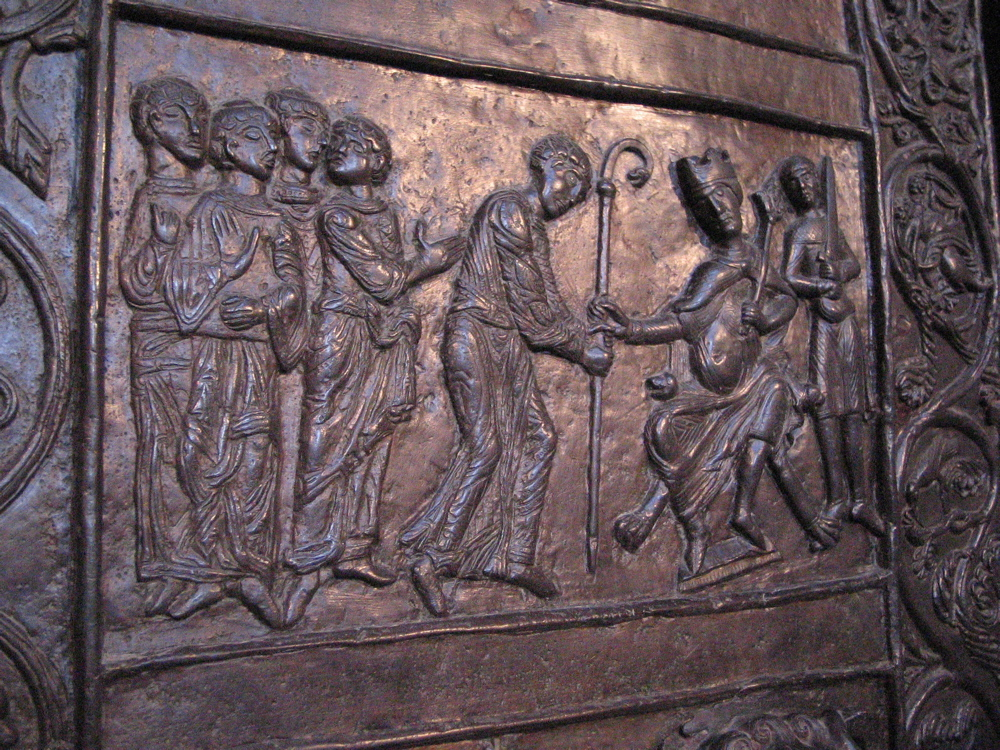
De deuren van de kathedraal in Gniezno geven de oudste geschiedenis van Polen weer.

Gniezno is in de middeleeuwen de eerste hoofdstad van Polen geweest, maar is nu een provinciestadje met een aardig historisch centrum en vele interessante kerken. De E11 en de rode route lopen langs de belangrijkste bezienswaardigheden, waaronder de Vallei der Verzoening tussen de beide heuvels waarop Gniezno gebouwd is.

### Gniezno - Toruń (136 km)
Kaarten: N-33-131/132, N-34-121/122, N-34-109/110 en N-34-97/98. De E11 wordt op deze kaarten niet vermeld; de gemarkeerde routes die de E11 volgt, gedeeltelijk wel, namelijk tussen Gniezno en Trzemeszno. Van Trzemeszno tot Strzelno is de route ingetekend op een plaatselijk uitgegeven detailkaart.
De E11 verlaat Gniezno over een - anno 2018 - goed gemarkeerde wandelroute door een industrieterrein en enkele nieuwbouwwijkjes te midden van bos. De rode markering leidt de wandelaar door een open landschap van akkers en plukjes bos naar het langgerekte industriedorp Trzemeszno. Bij het station steekt de route de spoorbaan naar het noorden over om via een paar dorpjes Mogilno te bereiken.

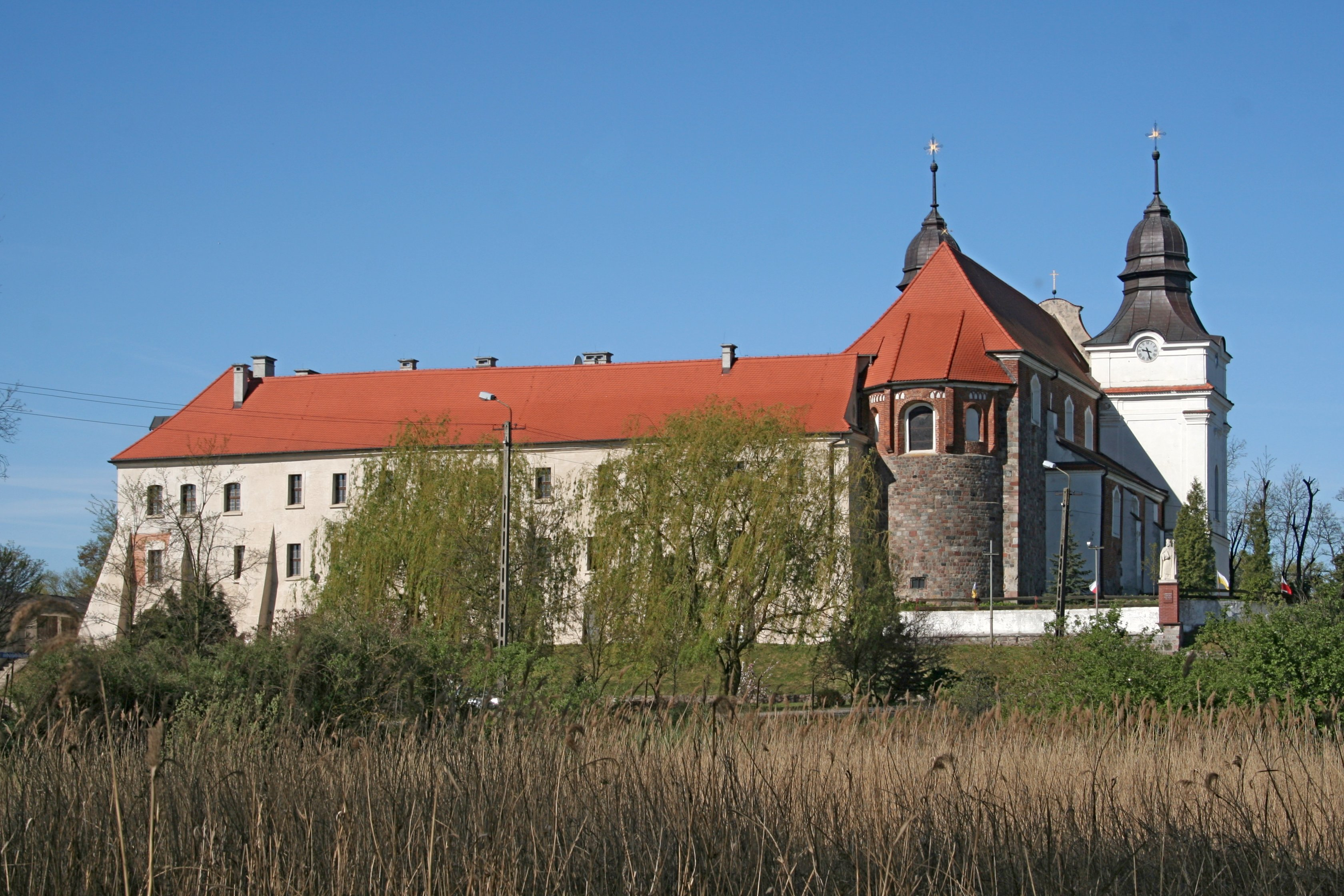
het Benedictijner klooster van Mogilno dateert van 1065

 De route rondt dan het meer tot een in 1065 gesticht benedictijnenklooster. Nu verlaat de E11 de stad over een drukke verkeersweg naar het Oosten tot Bystrzyca, neemt dan een binnenweg naar Olsza, om over de lange dorpsstraat van Podgaj, Kawka en Goryszewo Kwieciszewo te bereiken. De rode route en de E11 verlaten Kwieciszewo over een zandweg die ten zuiden van autoweg 15 en min of meer parallel eraan naar het oosten loopt. Een zandweg brengt de wandelaar tot in Strzelno).4 km ten noorden van Strzelno is een hotel)
Strzelno wordt vanaf de mooie barokke kerk via Starozowo verlaten en daarna gaat het via Ksiaz naar Polanowice.
Van Polanowice gaat het over een bomenpad in de richting van Kruszwica. Eerst langs een weg en daarna over een zandweg blauwe markering volgen die ten slotte tussen lange lintbebouwing door het centrum van Inowrocław bereikt.

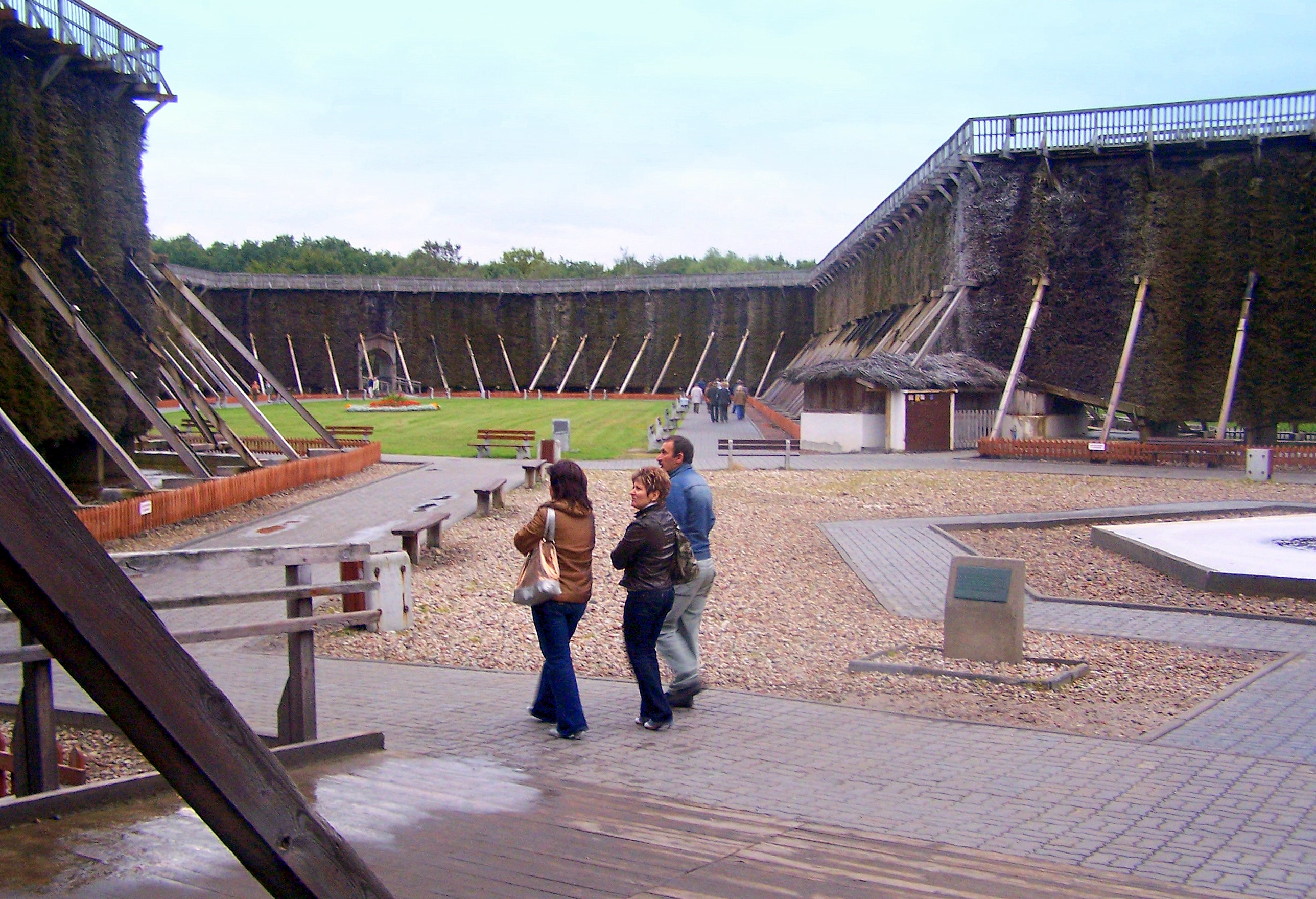
Inowrocław is beroemd om zijn zoutwinning en is een oud kuuroord.

Na het centrum van Inowroclaw gaat men rechtsaf, op een splitsing weer rechts met de rode markering tot de snelweg. Daar linksaf de trap op en via het viaduct de snelweg over. Rechtsaf en weer links, daarna via een pad rechts tot in Balczewo. Dan door het bos tot de grote kerk in Parchanie en tot slot komt men uit in het dorpje Wierzbiczany.
Vanaf Wierzbiczany leiden de rode markering en de gele schelpen van de Jacobsweg naar Gniewkowo, dat men bij een spoorwegovergang binnenkomt. Hier verschiet de E11 van kleur. Een goed gemarkeerde blauwe wandelroute, versterkt door de gele schelpen van de Jacobsweg en een groene fietsroute, voert door de stad en over de weg naar Cierpice het bos in. Anders dan Gorges meldt, gaat de route sinds kort niet meer via Suchatówka.
De E11, tevens Jacobsweg bereikt met een nog ruimere bocht dan de asfaltweg na 16 km bos Cierpice, het eerste van een lint van voorstadjes van Toruń. Beide routes slingeren nu langs meest verharde wegen tussen verspreide bebouwing tot voorbij Mała Nieszawka, even voordat het station van die plaats wordt bereikt. Hier gaat het zonder markering linksaf een betonplatenweg in die na ongeveer een kilometer over de rivierdijk klimt en daarna in de uiterwaarden het oeverpad bereikt. Hier gaan de routes rechtsaf en wordt weer markering aangetroffen die langs ruïnes en ten slotte over de brug naar Toruń leidt.

### Toruń - Brodnica (87 km)
Kaarten: N-34-97/98, N-34-109/110 en N-34-99/100. Op deze kaarten wordt de E11 niet vermeld, maar de geel gemarkeerde route waarvan de E11 gebruikmaakt is tussen Toruń en Golub-Dobrzyń en tussen Pólka Duża bij Kupno en Brodnica in paars aangegeven. Op kaart N-34-99/100 wordt tot Pólka Duża (dat niet op de kaart vermeld wordt) een fout tracee aangegeven.
De E11 en de Jacobsweg doen in het stadscentrum van Toruń alleen het kantoor van de PTTK aan, om daarna tussen stadsmuur en rivier de stad te mijden. Het is praktischer om vanaf het PTTK-kantoor dwars door het centrum over de Różana, de Szeroka en de Wielkie Garbary naar het treinstation Toruń-Miasto te lopen en daar de route weer op te pikken. Zo komt men langs de belangrijkste bezienswaardigheden en diverse hotels en hostels.
Buiten de stad passeert de E11 het Fort Sobieskiego, gaat dan schuin rechts het bos in de uiterwaarden van de Wisla in, maar moet zich al na twee kilometer een weg gaan banen door voorstadjes van Toruń, Kaszczorek en Złotoria. Vervolgens wordt een groot bos doorkruist naar Brzozówska. In de bebouwde gedeelten laat de markering te wensen over.
Meteen na het oversteken van de drukke A10 slaat de E11 schuin links een overwoekerd pad in om via een zandweg Mierzynek te bereiken (de kaart toont nog het vroegere tracee via Szembekowo). Hier loopt men nog in open terrein, maar voorbij Lelitowo begint een lang bostraject, dat alleen wordt onderbroken door het stadje Ciechocin. Daarbij wordt globaal de rivier de Drweca stroomopwaarts gevolgd tot de dubbelstad Golub-Dobrzyń wordt bereikt.
De E11 verlaat de dubbelstad ongemarkeerd ter hoogte van het postkantoor en de begraafplaats in het uiterste oosten van de stad, op de zuidelijke oever van de Drweca. In eerste instantie wordt de rivier opgezocht en, nu mét markering, gevolgd, maar bij Plonko gaat het rechtsaf naar Szafarnia, een van de dorpen in de regio die met een museum herinneren aan de componist Chopin. De route loopt nu meestal door open akkerland, maar zoekt tussen Płonne en Tomkowo voor korte tijd het bos op.
In Radziki Duże gaat het linksaf over een asfaltweg naar een zand- en kiezelafgraving (veel zwaar vrachtverkeer!) om na circa 5 km de brug over de Drweca te bereiken. Meteen over de brug slaat de E11 een bospad in dat linea recta naar Mszano leidt. De route doet het dorp Szabda niet meer aan, maar volgt rechtuit de rivier naar een verre buitenwijk van Szabda. Een autoweg van vier kilometer leidt naar de stad Brodnica.

### Brodnica - Olsztyn (237 km)
Kaarten: N-34-99/100, N-34-87/88, N-34-89/90 en N-34-77/78. Op deze kaarten staat de E11 niet vermeld, maar de onderliggende routes zijn over het algemeen wel ingetekend. Daarbij wordt een gele markering met paars weergegeven. Uitzondering: Tussen Marianowo en Ostrowite ontbreekt de route op de kaart.
De E11 verlaat Brodnica goed gemarkeerd, maar zonder het oude, levendige  stadscentrum aan te doen. Langs de drukke A15, dan langs een oude spoorbaan en opnieuw langs de A15 gaat het tot over de bruggen bij Tama Brodzka. Hier begint met een scherpe hoek linksaf een lang bostraject dat tot Jezioro Zbiczno goed gemarkeerd is (de Jacobsweg volgt vanaf Bachotek een ander tracee). Daarna loopt de E11 samen met een groen gemarkeerde route tot een asfaltweg wordt bereikt waar alle markering ontbreekt. Hier gaan beide routes rechtsaf, om na een doorsteek tussen twee meren met een bocht naar links het asfalt te verlaten. Hier gaan de gele E11 en de groene route uit elkaar.
De E11 slingert in noordwestelijke richting, kruist bij Leśniczówka Rytebłota de asfaltweg van Zbiczno naar Ciche en verlaat ten slotte bij Górale voor korte tijd het bos. Juist als het dorp wordt bereikt, gaat de E11 met een scherpe hoek terug naar de bossen, via Wonka naar Ostrowite. Nu volgt een gedeelte tussen lintbebouwing tot bij het station van Ostrowite en scherp rechts tussen akkers, maar steeds over asfalt naar Łąkorek.
In Łąkorek slaat de E11 linksaf, maar wie aan slapen toe is, dient hier rechtsaf over de asfaltweg naar Ciche te lopen. Om terug te komen op de E11 kan men uiteraard dezelfde weg terug nemen, maar veel aantrekkelijker is het om in de bossen ten Oosten van Ciche de groen gemarkeerde route op te zoeken die na Bachotek al over enkele kilometers samenliep met de E11. Deze is één groot feest van ongetemde natuur in alle denkbare vormen, na Ciche 8 km lang tot het kruispunt met de E11, 2 km ten Oosten van Łąkorek. Volgt men de groene route van Bachotek tot dit kruispunt (circa 12 km), dan bespaart men zich een 32 km lange en wat saaie lus in de E11.
Vanaf dit kruispunt loopt de E11 naar het Oosten, later Noordoosten. Bij Sluzka verlaat de route het bos om door open land de opmerkelijke kerk van Gryżliny te bereiken. Hier is een nieuw tracee gevonden tot Radomno, waar de Jacobsweg er weer bij komt. Aan de oostkant van een reeks meren lopen beide routes recht naar het Noorden naar Iława.
De routes lopen samen dwars door de moderne stad Iława naar het aan watertoerisme gewijde Szałkowo. Door open land wordt Wiewiórka bereikt en daarna door bos het station van Samborowo. Hier eindigt de gele route; de E11 volgt vanaf het station blauwe markering. In het dorp Samborowo gaat het even rechtsaf, waarna over 9 kilometer een oude spoorbaan wordt gevolgd. Door het strekdorp Pietrzwald worden de bossen rond Wysoka Wies bereikt, waarna het door afwisselend landschap naar Grunwald gaat. Grunwald is vooral bekend als pelgrimsplaats voor Polen en Litouwers die een middeleeuwse veldslag tegen de Ridders van de Duitse Orde willen herdenken. Nog steeds vinden daar jaarlijks ridderspelen plaats.
Na Grunwald beheersen akkers en weilanden het beeld langs de hier en daar overwoekerde E11. Dat verandert na Waplęwo; nu gaan bomen domineren, variërend van rechttoe rechtaan productiebos tot een oerbos gelijkend resultaat van minimaal beheer. In deze etappe wordt het natuurreservaat Las Warmiński in de volle lengte doorlopen. Daarna loopt de E11 drie kilometer langs een verkeersweg door de nieuwbouw van Olsztyn, voordat het oude centrum wordt bereikt.

### Olsztyn - Gołdap (243 km)
Kaarten: N-34-77/78, N-34-65/66, N-34-67/68 en N-34-69/70. Op deze kaarten wordt de E11 niet met name genoemd, maar de onderliggende routes zijn ingetekend in de kleur waarmee ze in het veld gemarkeerd zijn (gele markering wordt op de kaart met paars weergegeven). Uitzondering: het gedeelte van Lidzbark Warmiński tot Kętrzyn is niet op de desbetreffende kaarten aangegeven. Wel kan men de route vanaf Reszel blauw gemarkeerd op een uitgave van PPWK/Copernicus vinden.
De E11, nu met de rode markering van het Copernicuspad, verlaat de stad in het noorden onder een treinviaduct en volgt opnieuw de rivier de Lyna door oeverbossen. Hier heeft de buitensport van Olsztyn een hoge vlucht genomen; op de andere oever zijn tal van boomklimtuinen zichtbaar en een circuit voor quads en gemotoriseerde mountainbikes is soms hoorbaar. Deze stadsdrukte houdt op bij de Most Smętka, een brug ruim voor het dorp Dywity (dat op afstand wordt gepasseerd). De E11 biedt hier een 30 km lange boswandeling tot Swobodna. Dan gaat het de open velden rond het pilgrimsdorp Głotowo door tot in het stadje Dobre Miasto, een van de plaatsen met een door de Ridders van de Duitse Orde gebouwde kerk.
Na Dobre Miasto volgen enige kilometers langs een tamelijk drukke verkeersweg, tot een kilometer voorbij Kunik. Hier gaan de E11 en het rood gemarkeerde Copernicuspad rechtsaf over een smalle asfaltweg naar het bisschoppelijk paleis bij Smolajny. Na een kronkel over het kerkelijk terrein steekt de rode markering een andere asfaltweg over en leidt dan duidelijk zichtbaar rechtuit het open terrein in, waar zij zich verliest in een moeras. Men kan de route kilometers verderop terugvinden door over de laatste asfaltweg naar het Oosten te lopen, het dorp Smolajny te doorkruisen en ongeveer 5 kilometer langs de drukke weg 51 naar het Noordoosten te lopen. Bij een grote parkeerplaats met speelterrein duikt de route in noordelijke richting het bos in. Nu volgt een eenzaam stuk door bossen en poesjta door het ontvolkte Wróblik en langs het kleine Nowosady naar Pilnik, een buitenwijk van Lidzbark Warmiński.
Precies 19 km na de kerk van Dobre Miasto bereikt de route over de Ulica Wiejska het begin van het uitgestrekte centrum van Lidzbark Warmiński. De rode markering van het Copernicuspad slaat hier linksaf; de torens van de stad lokken recht vooruit; maar de E11 begint hier naar rechts aan een zwart gemarkeerde, 6 km lange omweg door het dal van de Lyna die de hoogtepunten van de stad grotendeels overslaat.
Station Lidzbark Warmiński is het beginpunt van de blauw gemarkeerde route die de E11 nu tot Kętrzyn volgt, een afstand van 69 km. De eerste kilometers voeren langs een militaire begraafplaats uit de Eerste Wereldoorlog en dan, min of meer recht naar het oosten, door akkers en weilanden naar het klooster van Stoczek Klasztorny (Warmiński), dat voor pelgrims en andere wandelaars een slaapkamer gereed houdt. Via de verspreide boerderijen van Stoczek leidt de blauwe markering naar Kiwity en langs een verkeersweg door Rokitnik. Even voor een hotel slaat de route rechts een zandweg in naar het dorp Sulowo. Steeds tussen akkers en weilanden door wordt Bisztynek bereikt, een stadje dat sinds de deportatie van de Duitse bevolking in 1946 een kwijnend bestaan leidt.
De E11 verlaat, nog steeds blauw gemarkeerd, Bisztynek over een oude spoordijk die door dicht bos naar het Noordoosten gaat. Na 4 km slaat de route een zandweg in die min of meer parallel aan het oude spoor loopt naar Nowa Wieś Reszelska en, inmiddels geasfalteerd, het station van Sątopy-Samulewo. De E11 steekt een verkeersweg over, passeert rechtuit een wijkje met woningblokjes, draait naar rechts in een vooroorlogse buurtschap en komt dan uit opeen met boerengeriefhout overwoekerde oud karrenspoor. Na een kilometer struinen wordt bij een brug een verkeersweg bereikt. Die volgt de route naar links, langs Troksy, Biel en Czarnowiec naar Reszel.
Reszel uit gaat het bijna 2 km over een oud spoortracee, en dan een zandweg rechtsaf richting Święta Lipka, een bedevaartsoord aan de Jacobsweg van Litouwen naar Spanje. Na de drukte van deze trekpleister zoekt de E11 de stilte van het bos op en loopt noordwaarts, dan met een scherpe bocht naar het Oosten over een oude spoordijk achterlangs Pieckowo. Korte tijd wordt een asfaltweg gevolgd en dan opnieuw het oude spoor totdat de route de woningblokken van het industriedorp Smokowo passeert. Over de toegangsweg van het dorp gaat het verder naar Biedaszki en, langs een drukke verkeersweg, naar Kętrzyn.

### Gołdap - Litouwen (144 km)
Kaarten: N-34-69/70 en N-34-71/72; uitsluitend voor de hieronder beschreven groene variant van Gołdap naar Stanczyki ook N-34-57/58.
In Gołdap heeft men de keuze uit een groene en een rode variant. De groene route die de E11 al vanaf Jasieniec volgt, loopt nu over circa 20 kilometer door eenzame bossen rakelings langs de Russische grens (exclave Kaliningrad, Koningsbergen) om na in totaal 31 kilometer in Stanczyki te eindigen. Maar wie bang is onbedoeld achter de grens te raken, kan al in Gołdap overstappen op de rode route, die over circa 10 kilometer een autoweg volgt en, na eveneens in totaal 31 kilometer, Stanczyki bereikt en vandaar de E11 verder voert.
Het eindpunt van de E11 is de grensovergang op 3 km van Ogrodniki. Beide steden hebben geen treinverbinding; daarvoor moet men naar Sestokai in Litouwen, of in Polen naar station Trakiszki bij Puńsk (te bereiken via de rode route vanaf Sejny, 25 km) of naar Suwałki.

## Litouwen (747 km)
In Litouwen staat de route bekend als Miško takas (woudroute). De route in Litouwen begin bij de grensplaats Elzbietina, enkele kilometers van Lazdijai. Via Kaunas loopt de route, via de nationale parken Nationaal Park Dzūkija en Nationaal Park Žemaitija en een aantal regionale parken, naar de grens met Letland bij Skuodas.

## Letland (674 km)
In  Letland staat de route bekend als Mežtaka. Behalve de hoofdstad Riga worden een aantal nationale parken aangedaan: Nationaal park Ķemeri, Nationaal park Gauja en het Nationaal park Abava-rivier. Ten noorden van Alūksne wordt de grens met Estland overgestoken.

## Estland (720 km)

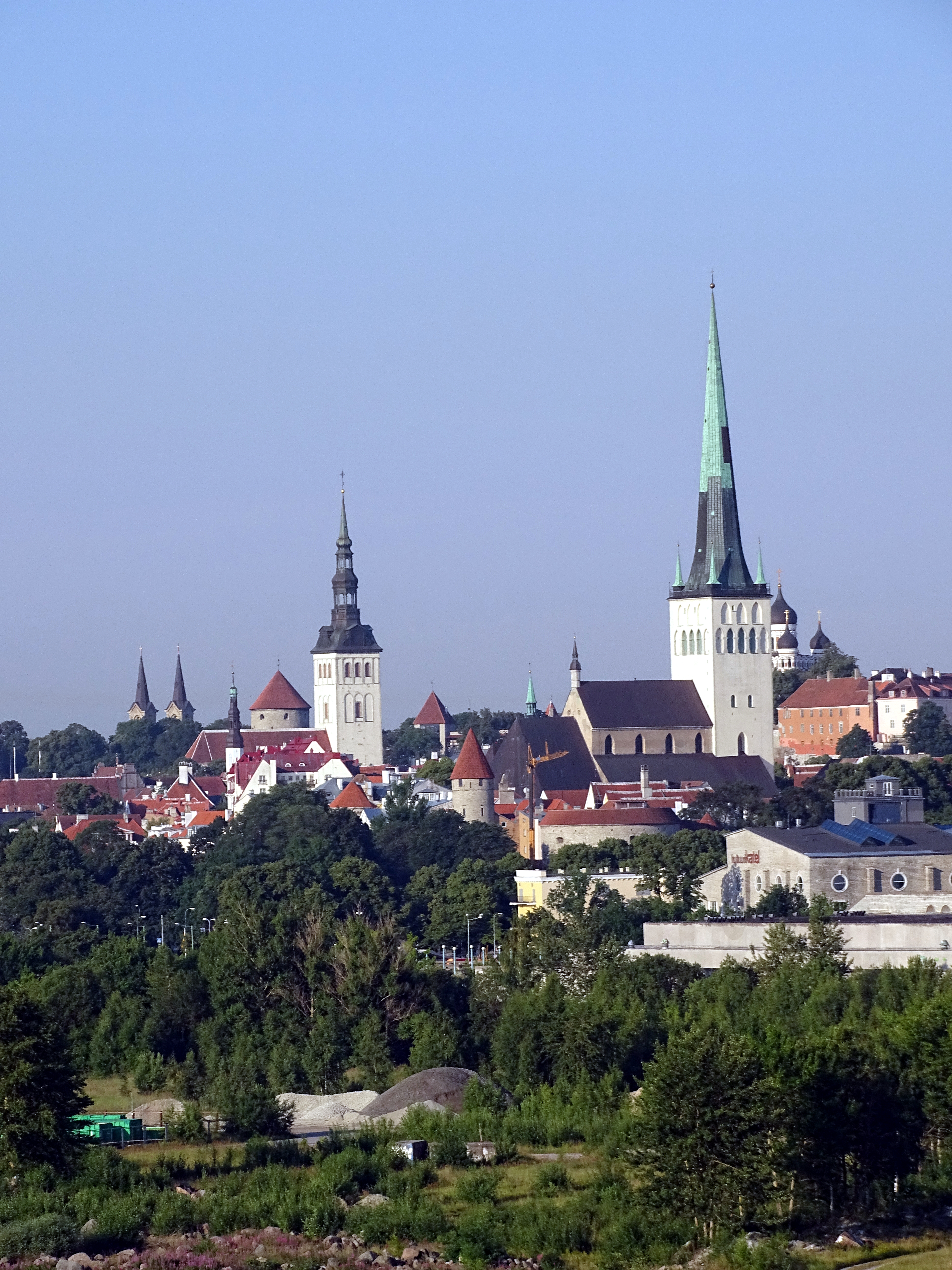
Het oude centrum van Tallinn, gezien vanaf de ferryterminal

In Estland staat de route bekend als Metsa matkarada. De route doet de Suur Munamägi aan, de hoogste top van de Baltische staten (318 meter) en volgt de westelijke kust van het Peipusmeer tot de Finse Golf, en buigt dan naar het westen af. Via het Nationaal park Lahemaa bereikt de route de eindbestemming, de ferryterminal van Tallinn, op loopafstand van het centrum. 